# Mithat Paixà
Ahmed Şefik Midhat Paşa o Aḥmad Šafiq Mithat [Medhat] Pasha, catalanitzat Mithat Paixà (Istanbul, octubre/novembre de 1822 - Taif 8 de maig de 1884) fou un alt dignatari otomà, governador provincial i dues vegades gran visir. També va ser el pare de la constitució de 1876.
Va entrar amb 12 anys al servei de palau i la seva intel·ligència li va valer el malnom de Mithat que va adoptar com a propi. El 1840 va passar al servei del gran visir i va ocupar diversos càrrecs entre 1440 i 1461.
El 1461 va arribar al rang de visir i nomenat governador (wali) de l'eyalat de Nish (29 de gener de 1861) on va estar tres anys; el seu èxit va fer que fos cridat a Istanbul el 1864 i va assessorar al gran visir per l'establiment de la nova llei de wilayats promulgada el 8 de novembre de 1864, basada en la francesa (Midhat havia estat un temps a França el 1858). El 13 d'octubre de 1864 fou nomenat governador del nou wilayat de Tuna (nom turc del Danubi) format pels antics eyalats de Silistra, Vidin i Nish; va organitzar els set sandjaks i 48 kada del wilayat; la capital fou Rusçuk, de la qual era originària la seva família. El 1866 va reprimir una revolta nacionalista búlgara finançada pels russos. El 1867 el sistema de wilayats es va estendre a bona part de l'imperi i Midhat fou cridat a Istanbul per assessorar en els reglaments.
El 5 de març de 1868 fou nomenat president del consell d'Estat (Ahura-yi Dewlet) que junt al consell Judicial, substituïa al Consell Suprem. Va adoptar diverses mesures com el sistema mètric, la nacionalitat, banca de crèdit immobiliari, i altres. La tardor del 1868 va estar 20 dies a Bulgària per reprimir una altra revolta nacionalista. Algunes diferències amb el gran visir van provocar el seu cessament el 27 de febrer de 1869 i enviat al govern del wilayat de Bagdad. Va intentar sedentaritzar a les tribus i va utilitzar a l'exèrcit amb un èxit limitat (només un xeic va adoptar el títol de mutasarrif d'un sandjak d'acord amb la nova llei). Va enderrocar la vella muralla de Bagdad per permetre l'expansió de la ciutat i va empedrar i netejar alguns carrers, va crear el servei de bombers, el sistema d'abastiment d'aigua i va fer l'únic pont llavors existent (fins al segle xx no se'n va fer un altre); aquestes i moltes altres millores van suposar una bona empenta per Bagdad.
El gran visir Mehmed Emin Aali Pasha va morir el 7 de setembre de 1871 i Midhat va entrar en conflicte amb el successor Mahmud Nedim Pasha i va dimitir tornant a Istanbul el maig de 1872. El gran visir el volia enviar a Sivas però finalment es va haver de conformar a enviar-lo a Edirne (26 de juliol de 1872); abans de marxar es va entrevistar amb el sultà i amb el suport d'altres polítics el va convèncer de destituir al gran visir; el 31 de juliol era nomenat al seu lloc.
Rússia es va oposar al nomenament per mitjà de l'ambaixador Ignatiev. També va trobar l'oposició del khediv Ismail Paixà d'Egipte que volia contractar emprèstits a l'estranger directament que finalment, contra la seva opinió, el sultà li va concedir; Midhat va implicar al sultà en alguns escàndols financers; va preparar una constitució federal, però els seus enemics van aconseguir la destitució al cap de 80 dies el 18 d'octubre de 1872.
Va exercir després alguns càrrecs breus:
- Ministre de Justícia del 12 de març al 21 de setembre de 1873 (destituït)
- Wali de Salónica, del 15 d'octubre de 1873 al 16 de febrer de 1874 (destituït)
- Ministre de Justícia del 21 d'agost al 28 de novembre de 1875 (va dimitir)

El 9 de març de 1876 el "manifest dels patriotes musulmans" que reclamava una assemblea consultiva representativa, fou atribuït a Midhat. El descontentament va créixer i el 10 i 11 de maig de 1876 van esclatar manifestacions a Istanbul. Mahmud Nedim Pasha fou destituït (11 de maig de 1876) i nomenat al seu lloc Mütercim Mehmed Rüşdi Pasha i Mithat fou designat ministre sense cartera al nou govern. Amb el ministre de la guerra Husayn Awni Pasha i el director de l'acadèmia militar Suleyman Pasha, va planificar la deposició del sultà que es va produir el 30 de maig pujant al tron Murat V.
El 5 de juny Mithat tornava a ser president del consell d'estat i va començar a pressionar per elaborar una constitució però Awni Pasha i altres no li van donar suport i el suïcidi del que fou sultà Abdülâziz seguit de l'assassinat d'Awni (i del ministre d'afers exteriors Rashid) per un oficial circassià, extensió de la guerra amb Sèrbia i Montenegro i sobretot la depressió de Murat V, van impedir el progrés de la proposta. Murat V va haver de ser substituït per Abdülhamit I que prèviament havia donat el seu acord a promulgar una constitució i que va pujar al tron el 31 d'agost. Fins al 8 d'octubre el sultà no va aprovar crear una comissió que va estudiar diverses propostes de constitució; finalment en va proposar una que després d'algunes objeccions va ser adoptada pel consell el 6 de desembre. Llavors el gran visir va presentar la dimissió i Mithat fou nomenat gran visir (19 de desembre de 1876). La constitució fou promulgada el 23 de desembre de 1876. Però la constitució no fou ben acollida per les potències, que estaven exigint reformes, ja que les modificacions l'havien deixat sense substància, i van continuar amb la seva planejada reforma de l'Imper en un Congrés celebrat a la capital, el Congrés de Constantinoble, que va formular les seves propostes.
El 18 de gener de 1877 Mithat va reunir un gran congrés que va rebutjar les propostes de reforma de les potències del Congrés de Constantinoble. Això va comportar una invasió russa l'abril de 1877. Enfrontat Midhat amb el sultà per diverses qüestions el gran visir fou revocat el 5 de febrer de 1877 i el va succeir İbrahim Edhem Pasha i enviat a l'exili a Bríndisi, a Itàlia.
Mithat va visitar Nàpols, Roma, Marsella, Andalusia, París, Plombières, Londres, Viena i Escòcia. Sota pressió britànica el sultà va permetre la seva tornada, arribant a Creta el 26 de setembre de 1878 i es va instal·lar a prop de la Canea (Hanya).
Poc després fou nomenat wali de Síria on va arribar el 28 de novembre, directament des de Creta. A Síria altre cop va tenir un govern que en la perspectiva es consideraria bo, amb mesures de llarg abast, que en el seu temps devien ser prou agosarades. Va demanar ampliació de poders que li foren refusats i va dimitir el 23 d'octubre de 1879, sent-li rebutjada la dimissió, i altre cop va dimitir el 30 de maig de 1880 amb el mateix resultat. Es va informar el sultà que Mithat planejava fer-se khediv independent a Síria (cosa que probablement no era certa) i fou traslladat a Esmirna (Izmir) el 4 d'agost de 1880 sortint de Damasc el 31 d'agost.
A Esmirna va exercir menys d'un any. El 17 de maig de 1881 fou arrestat; Mithat va poder fugir i es va refugiar al consolat de França que el va entregar. Fou acusat de complicitat en el suposat assassinat d'Abdülâziz i tot i la debilitat dels testimonis (obtinguts sota tortura) Mithat i nou personalitats més foren condemnades (el judici va començar el 27 de juny de 1881, foren declarats culpables el 28 i 8 dels acusats condemnat a mort el 29); la cort d'apel·lació, no independent, va confirmar el veredicte. Sota pressió interna i externa el sultà Abdülhamit I va commutar la sentència per desterrament perpetu. El 28 de juliol foren pujats en un vaixells i enviats sense més objectes que la roba que portaven posada, a Jedda i d'allí empresonats a un fort a Taif on van rebre un tracte cada cop més dur. El 8 de maig de 1884 Mithat fou estrangulat per soldats que segurament obeïen ordes del sultà; oficialment la seva mort fou informada com a causa de l'àntrax. El seu cadàver fou repatriat a Turquia el 1951.